# Mémoires d'Ici
La fondation Mémoires d'Ici est le Centre de recherche et de documentation du Jura bernois. Située à Saint-Imier dans le bâtiment des Rameaux, ses activités couvrent le territoire du Jura bernois.
Mémoires d'Ici rassemble, conserve et met en valeur le patrimoine historique et culturel privé du Jura bernois.

## Missions
Créée en l'an 2000, Mémoires d'Ici est une fondation de droit privé, essentiellement subventionnée par le canton de Berne qui lui confie des tâches définie dans un contrat de prestations. La Municipalité de Saint-Imier, les Amies et Amis de Mémoires d'Ici, ainsi que diverses collectivités participent également au financement du centre.
Celui-ci a pour mission de collecter, conserver et mettre en valeur le patrimoine historique et culturel du Jura bernois. Pour cela, des archives, des documents iconographiques et audiovisuels sont collectés auprès des privés et des associations.
Mémoires d'Ici contribue à la préservation et à la mise en valeur des identités du Jura bernois.

## Historique
Le Centre de recherche et de documentation du Jura bernois est créé en 2000 à Saint-Imier. Il résulte de la fusion de Mémoire d'Erguël et Mémoire d'Orval.
En décembre 1989, sous l'impulsion de Maurice Born (en), Alain Loetscher et Jean-Pierre Bessire, la Fondation Mémoire d'Erguël voit le jour à Saint-Imier. Ce centre d'archives et de recherches a pour objectif de favoriser la mise en valeur du patrimoine culturel et historique de l'Erguël. En 1999, une institution similaire est créée à Tavannes sous le nom de Mémoire d'Orval, avec pour but la mise en valeur du patrimoine régional de la vallée de Tavannes et dans le Petit Val. En 2000, les deux fondations décident d'unir leurs forces, ce qui aboutit à la création de Mémoires d'Ici et à la dissolution de Mémoire d'Erguël et Mémoire d'Orval. 
Depuis 2011, Mémoires d’Ici occupe le "bâtiment des Rameaux", rue du Midi 6-8 à Saint-Imier.  

## Activités
Mémoires d’Ici collecte, traite et conserve les fonds d’archives privées et associatives. Les fonds collectés représentent la mémoire du Jura bernois et de sa population dans sa diversité.
Mémoires d'Ici mène des recherches qui ont pour but une meilleure connaissance de la région. Seul ou en partenariat, le centre organise des manifestations et réalise des publications. Il oriente et conseille le public dans ses recherches. Il suscite des travaux sur la région en établissant des contacts avec les écoles, les universités ou les médias.
Mémoires d'Ici est une institution unique en Suisse romande et est complémentaire des archives publiques.

## Collections
Mémoires d'Ici réunit cinq "collections" (bibliothèque, archives, iconographie, documentation, audiovisuel), qui s'enrichissent par des acquisitions, des dons et des dépôts.
En 2020, Mémoires d'Ici conservait quelque 320 fonds et collections d'archives privées et associatives, dont plus de 400 000 documents iconographiques. Fin 2022, le centre comptait un total de 624 fonds, toutes compositions confondues.
Le centre abrite une bibliothèque spécialisée réunissant  plus de 12 000 monographies et 740 titres de périodiques et journaux ayant un lien avec le Jura bernois. Le service de documentation rassemblant près de 25 000 indexés et catalogués.

## Publications de l'institution
Parmi les publications de Mémoires d'Ici, on peut notamment signaler :
- Mémoires d'Ici, Si Tavannes nous était conté. Histoire d’un village en images, Neuchâtel, Editions Alphil, 2023.
- Laurence Marti, Stranieri in patria - L’immigrazione ticinese nel Giura bernese fra il 1870 e il 1970, Locarno, Armando Dadò Editore, 2021.
- Claude Hauser, Sylviane Messerli et Laurent Tissot (dir.), Un foyer intellectuel et artistique dans le Jura bernois, 1780-1850. Charles-Ferdinand Morel et Isabelle Morel-de Gélieu, Neuchâtel, Alphil-Presses universitaires suisses et Mémoires d'Ici, 2021.
- Sylviane Messerli, Simone Oppliger : portraits réalisés pour Intervalles, 1981-1993, Intervalles : Revue culturelle du Jura bernois et de Bienne, no 120, 2021.
- Mémoires d'Ici, Si Tramelan nous était conté. Histoire d’un village en images, Neuchâtel, Editions Alphil, 2020.
- Beuchat-Bessire, Anne (préf.), Elise Benoit-Huguelet ou Une vie bien remplie. Mémoires d'une sage-femme du XIXe siècle, Gollion, Infolio Editions, 2019.
- Messerli Sylviane (coord.), AOUP : L'Association des Œuvres d’Utilité Publique du district de Courtelary : deux siècles au service de la communauté, Intervalles : Revue culturelle du Jura bernois et de Bienne, no 110, 2019.
- Mémoires d'Ici, Si Saint-Imier nous était conté. Histoire d’un village en images, Neuchâtel, Editions Alphil, 2017.
- Mémoires d'Ici, Si Court nous était conté. Histoire d’un village en images, Neuchâtel, Editions Alphil, 2017.
- Sylviane Messerli, Valentine Reymond et Maurice Born, Michel Wolfender, Intervalles : Revue culturelle du Jura bernois et de Bienne, no 106, 2016.
- Laurence Marti, C'est pas tous les jours dimanche ! : les repas quotidiens dans le Jura : années 1920 à 1950, Porrentruy, Société jurassienne d'Emulation et Saint-Imier, Mémoires d'Ici, 2010.
- Mémoires d'Ici (dir.), Ils ont voulu changer l’école. Histoire des pédagogies actives dans le Jura, 1950-1970, Neuchâtel, Editions Alphil, 2009.
- Prongué Dominique et Mémoires d'Ici (dir.), La Radio suisse romande et le Jura, 1950-2000, Lausanne, Radio Suisse romande, 2008.
- Laurence Marti, Étrangers dans leur propre pays, Neuchâtel, Editions Alphil, 2005.
- Mémoires d'Ici (dir.), Pacifisme(s) : Prix Nobel de la Paix 1902 : Albert Gobat et Elie Ducommun, Intervalles : Revue culturelle du Jura bernois et de Bienne, no 64, 2002.

Mémoires d'Ici collabore régulièrement avec les médias (presse, radio et télévision) au niveau régional et national dont :
- Radio télévision suisse (RTS), Couleurs locales : dans le rétro : l’asile de vieillards de St-Imier (BE) construit en 1905. 30 avril 2024[12].
- Radiotelevisione svizzera (RSI), Il Quotidiano, attualità della Svizzera italiana : turné in Eden. 12 février 2022[13].
- Jade Albasini, La chasse aux sorcières fascine la Suisse en 2022, L’Illustré, 16 juin 2022[14].
- Radio Jura bernois (RJB), Des femmes d'exception, juillet 2022[15].
- Schweizer Radio und Fernsehen (SRF), Eine Pandemie archivieren ?, 13 mars 2021[16].
- Telebielingue, INFOété : La mémoire des sorcières [2], 21 juillet 2020[17].